# Connaught Engineering
A Connaught Engineering foi uma construtora de Fórmula 1 do Reino Unido. Participaram de dezoito grandes prêmios entre 1952 e 1959.
Entre seus pilotos, destacavam-se Stirling Moss, Ron Flockhart (responsável pelo único pódio da equipe, em 1956), Stuart Lewis-Evans e até Bernie Ecclestone, atual CEO da Formula One Management, que tentou disputar o GP de Mônaco de 1958 pela Connaught, sem sucesso.
Dos 27 pilotos que correram pela Connaught, 22 eram britânicos. Os americanos Bruce Kessler e Bob Said, o belga André Pilette, o italiano Piero Scotti e o tailandês Birabongse Bhanubandh (Príncipe Bira), foram os representantes estrangeiros do time.